# Eleccions legislatives gregues de 1950
Les eleccions legislatives gregues de 1950 se celebraren el 5 de març de 1950. Cap partit obtingué la majoria necessària per a formar un govern estable, i al cap d'un any se celebraren noves eleccions.
La població amb dret a vot per aquestes eleccions és, aproximadament, 2,117,640.